# Даме (річка)
Даме (нім. Dahme — річка в Німеччині, у землі Бранденбург. Ліва притока Шпрее (басейн Північного моря).

## Опис
Довжина річки 95 км. Площа басейну водозбору 1594  км².

## Розташування
Бере початок біля Колп'єна. Спочатку тече переважно на північний захід через Швебендорф і у місті Даме повертає на північний схід. Далі тече через Гольсен, Меркіш-Бухгольц і Кенінс-Вустерхаузен. У районі Берліна Копенік впадає у річку Шпрее, ліву притоку Гафель.